# 홑두배수성
홑두배수성(haplodiploidy)은 미수정란은 홑배수체 n으로 수컷이 되고 수정란은 두배수체 2n으로 암컷이 되는 성결정 시스템으로 몇몇 사회적 곤충이 이에 속한다.

## 같이 보기
- 배수성
- X 염색체
- Y 염색체